# Худ (сура)
Ху́д (араб. هود — Худ) — одиннадцатая сура Корана. Сура мекканская.  Состоит из 123 аятов.

## Содержание
Начинается восхвалением Корана и призывает к поклонению только Аллаху. Затем указывается на то, что Аллах — единственный Бог; на могущество Аллаха и его безграничную власть; на состояние людей в радости, когда Аллах оказывает им милость, и в горе, когда они подвергаются его гневу. В этой суре говорится о значении Корана и содержится вызов людям создать подобное Корану писание, говорится об отказе неверных верить в него, не имея при этом никакого оправдания, разъясняется, какая награда будет верующим в Судный день.
Данная сура содержит рассказы о пророках, о препирательстве их народов с ними, наказании неверующих в этой жизни и спасении верующих. В доказательство этого Аллах Всевышний рассказывает о Нухе более подробно, чем в суре «Йунус». Здесь указывается на безрассудность и упрямство неверных, и какое страшное наказание их постигло.
Потом он приводит историю народа Ад и его пророка Худа и указывает на неразумность неверующих. Этот народ был истреблён Аллахом за неверие, несмотря на его силу и отвагу. В этой суре также подробно рассказывается о пророке Салихе и его народе Самуд, о пророках Ибрахиме, Луте, Шуайбе. Аллах обращает внимание на назидания и поучения, содержащиеся в этих правдивых рассказах. В конце суры Аллах призывает верующих к благим деяниям и ожиданию награды за них и указывает на совершенное, безграничное знание Аллаха Всевышнего и на то, что верующие обязаны положиться на него.

Алиф. Лам. Ра. Это – Писание, аяты которого ясно изложены, а затем разъяснены Мудрым, Ведающим. ۝ Не поклоняйтесь никому, кроме Аллаха. Воистину, я для вас – предостерегающий увещеватель и добрый вестник от Него. ۝ Просите прощения у вашего Господа и раскаивайтесь перед Ним, чтобы Он наделил вас прекрасными благами до определённого срока и одарил Своей милостью каждого милостивого. Если же вы отвернётесь, то я боюсь, что вас постигнут мучения в Великий день. ۝ Вы вернётесь к Аллаху, а ведь Он способен на всякую вещь.
— Коран 11:1—4 (Кулиев)